# Тосін Кол
Тосін Кол (англ. Tosin Cole; 23 липня 1992, Нью-Йорк, США) — американсько-британський актор. Відомий своїми ролями у британських телесеріалах та фільмах. Почав свою акторську кар'єру, з'явившись у телесеріалах «Шанс» і «Мешканці Іст-Енду: Е20», пізніше закріпивши за собою роль Нейла Купера у «Голіокс». Після виходу з проєкту Кол брав участь у низці телесеріалів і короткометражних фільмах. З осені 2018 року виконує роль Раяна Сінклейра у довготривалому серіалі «Доктор Хто» (11 та 12 сезони).

## Раннє життя
Кол переїхав з Нью-Йорка до Лондона у віці 8 років разом зі своїми батьком та дядьком після розлучення батьків. Він відвідував середню школу абатства Вуд у Гринвічі, Лондон. Він покинув школу до досягнення А-рівня, щоб продовжити акторську кар'єру.

## Кар'єра
У 2009 році Кол брав участь у театральній постановці під назвою «Даремно!» — сучасна репродукція шекспірівської трагедії «Юлій Цезар», створена компанією Intermission, яка допомагає підліткам триматися осторонь від злочинності. У 2010 році Тосін Кол приєднався до складу акторів підліткової драми від BBC «Шанс», у третьому сезоні якої він зіграв роль Ноа Ачіба. У 2011 році він виконував ролі у двох короткометражних фільмах під назвою «Я і мій батько» та «Жасмин».
Пізніше Кол грав роль Соля Леві в «Мешканцях Іст-Енду: Е20», спін-офі британської мильної опери «Мешканці Іст-Енду». Роль вимагала, щоб Тосін навчився танцювати, аби у фіналі сезону виконати свій танець перед професійним танцювальним колективом Flawless. За його словами, цей досвід був «дуже, дуже, дуже стресовим». Також Кол заявив, що працювати над «Е20» було привілеєм і сказав, що акторський склад був фантастичним. Пізніше Кол погодився повторити роль у третьому сезоні. Потім він був відзначений як регулярний персонаж у мильній опері «Голіокс» у ролі Нейла Купера. Нейл був одним із шести нових персонажів, яких серіал представив. Він також знявся в одній з телереклам, що демонстрували нових героїв.
Актор (як запрошена зірка) у ролі Кіта Поттса з'явився у медичній драмі від BBC під назвою «Голбі-Сіті». Він також зіграв свою першу кінороль у повнометражному фільмі «Занадто далеко!», зображуючи Рейзера. Опісля слідувала ще одна роль у кінематографі, а саме у «Другому пришесті». У 2014 році Тосін Кол виконав роль Ентоні у міні-серіалі «Секрети». Наступного року Кол зіграв персонажів Джімона Адамако в драмі від ITV «Льюїс» та Кобіни в епізоді історичного серіалу «Версаль». Того ж року Кол мав коротку роль пілота X-Wing, підполковника Бастіана у фільмі «Зоряні війни: Пробудження Сили».
4 жовтня 2017 року Кол знявся у короткометражному фільмі «Батько людини». Потім він зіграв Амджада у фільмі «Таємний агент». З 2018 року актор задіяний у ролі супутника Тринадцятого Доктора (роль виконує Джоді Віттакер) на ім'я Раян Сінклейр у довготривалому науково-фантастичному телесеріалі «Доктор Хто».

## Фільмографія
| Рік             | Назва                          | Роль                 | Примітки |
| --------------- | ------------------------------ | -------------------- | --- |
| 2010            | Шанс                           | Ноа Ачіб             | телесеріал; постійний персонаж                                                                                  |
| 2010–11         | Мешканці Іст-Енду: Е20         | Сол Леві             | телесеріал; постійний персонаж                                                                                  |
| 2011            | Я і мій батько                 | Раян                 | короткометражний фільм                                                                                          |
| 2011            | Жасмин                         | Тайлер               | короткометражний фільм                                                                                          |
| 2011–12         | Голіокс                        | Нейл Купер           | телесеріал; постійний персонаж                                                                                  |
| 2012            | Голіокс пізніше                | Нейл Купер           | телесеріал; постійний персонаж                                                                                  |
| 2013            | Голбі-Сіті                     | Кіт Поттс            | телесеріал; 1 епізод                                                                                            |
| 2013            | Занадто далеко!                | Рейзер               | фільм |
| 2013            | Друге пришестя                 | Трой                 | фільм |
| 2014            | Секрети                        | Ентоні               | телесеріал; 1 епізод                                                                                            |
| 2015            | Льюїс                          | Аджімон Адомако      | телесеріал; 2 епізоди                                                                                           |
| 2015            | Версаль                        | Кобіна               | телесеріал; 1 епізод                                                                                            |
| 2015            | Зоряні війни: Пробудження Сили | підполковник Бастіан | фільм |
| 2016            | Пекучі піски                   | Френк                | фільм |
| 2017            | Батько людини                  | неназвана            | короткометражний фільм                                                                                          |
| 2017            | Таємний агент                  | Амджат               | фільм |
| 2018–сьогодення | Доктор Хто                     | Раян Сінклейр        | головна роль (сезони 11–12) Номінований на Премію «Сатурн» за найкращу роль молодого актора в телесеріалі 2019. |
| 2023            | Домашня вечірка                |                      | |